# Rico (Colorado)
Rico es un pueblo ubicado en el condado de Dolores en el estado estadounidense de Colorado. En el Censo de 2010 tenía una población de 265 habitantes y una densidad poblacional de 135,16 personas por km².

## Geografía
Rico se encuentra ubicado en las coordenadas 37°41′19″N 108°1′53″O / 37.68861, -108.03139. Según la Oficina del Censo de los Estados Unidos, Rico tiene una superficie total de 1.96 km², de la cual 1.96 km² corresponden a tierra firme y (0%) 0 km² es agua.

## Demografía
Según el censo de 2010, había 265 personas residiendo en Rico. La densidad de población era de 135,16 hab./km². De los 265 habitantes, Rico estaba compuesto por el 96.23% blancos, el 0.38% eran afroamericanos, el 2.64% eran amerindios, el 0% eran asiáticos, el 0% eran isleños del Pacífico, el 0.75% eran de otras razas y el 0% pertenecían a dos o más razas. Del total de la población el 5.28% eran hispanos o latinos de cualquier raza.